# Denis de la Reussille
Denis de la Reussille, né le 24 octobre 1960 à La Chaux-de-Fonds (originaire de Tramelan), est une personnalité politique suisse du canton de Neuchâtel, membre du Parti suisse du Travail-parti ouvrier et populaire.
Il est président du Locle de 2000 à 2016 et conseiller national de fin 2015 à fin 2023.

## Biographie
Denis de la Reussille naît le 24 octobre 1960 à La Chaux-de-Fonds, dans le canton de Neuchâtel. Il est originaire de Tramelan, dans le canton de Berne. Ses ancêtres sont des huguenots qui se réfugient dans le Jura bernois après la révocation de l'édit de Nantes. 
Il fait un apprentissage d'employé de commerce dans sa ville natale. Il arrive au Locle en 1986, après avoir déjà joué plusieurs saisons au sein du FC Le Locle, où il est arrivé en provenance du FC La Chaux-de-Fonds. Il atteint la Ligue nationale B avec l’équipe locloise entraînée par Bernard Challandes.
Il a le grade de soldat à l'armée. Il est marié et père de deux enfants.

## Parcours politique
Il est député au Grand Conseil du canton de Neuchâtel à partir de 1997 et président du Locle à partir de 2000, date à laquelle il succède à ce poste à la socialiste Josiane Nicolet. En 2015, alors qu'il est candidat pour la quatrième fois, il est élu au Conseil national. Il est le seul représentant de son parti au parlement suisse,,, tout en étant affilié au groupe des Verts. Il continue d'être président du Locle, à 50 %.
Sa fonction de président du Locle s’achève en 2016, date à laquelle est adoptée la présidence tournante (chaque membre du Conseil communal y accède à tour de rôle). C'est le libéral-radical Claude Dubois qui lui succède. Il reste néanmoins membre de l'exécutif de la ville, dans lequel il est responsable des espaces publics, de l’éducation et des sports. Il exerce à nouveau la présidence durant une année en 2019-2020, puis quitte son poste en 2023.
Lors des élections fédérales de 2019, il est réélu au Conseil national. Il y est membre de la Commission de politique extérieure (CPE).
Candidat à sa réélection en 2023, il n'est pas élu au profit de Didier Calame.